# Nicolaus Böddeker
Nicolaus Böddeker (* in Wismar; † 3. September 1459 in Lübeck) war ein deutscher Priester. Er war von 1444 bis 1457 Bischof von Schwerin und nach seiner Resignation Lübecker Domherr.

## Leben
Böddeker entstammte einer Bürgerfamilie in Wismar und war sehr vermögend. Er galt als tüchtig und pflichtbewusst und war relativ früh Inhaber mehrerer kirchlicher Ämter geworden. Vom 8. Juli 1423 bis zum 3. Januar 1440 war er Pleban an der Marienkirche in Wismar, wo er zugleich Dekan des minderen Kaland, auch Mitglied des großen Kaland war. Seit 1440 war er fast fünf Jahre Domdekan an der Petrikirche in Lübeck. Ebenfalls 1440 war er Dechant am Lübecker Dom und wohl auch Domherr und Scholasticus am Hamburger Dom nach Hermann Dücker. Sein Bruder Konrad Böddeker war zur gleichen Zeit Scholasticus am Schweriner Dom.
Unter dem 24. Januar 1444 zeigte das Schweriner Domkapitel dem Erzbischof Gerhard von Bremen die Wahl Nicolaus Böddekers zum neuen Bischof an und bevollmächtigte seinen Dekan Hermann Robin und den Kantor Johannes Wolter zur Besorgung der Konfirmation bei ebendiesem zuständigen Erzbischof. Schon am 8. Februar erfolgte durch diesen das Aufgebot und am 3. März noch die Erlaubnis, sich auch von anderen Bischöfen weihen zu lassen und vor ihnen den erforderlichen Eid zu leisten. Die Übernahme der Stiftsgüter und Stiftshäuser zu Schwerin, Bützow und Warin erfolgte am 17. und 28. März 1444, die Bestätigung der Privilegien der Stiftsstadt Bützow am 20. März 1444. Am 17. März 1444 wurde Böddeker Bischof des Bistums Schwerin. Am 8. Mai 1444 erfolgte noch eine weitere Konfirmation durch das inzwischen schismatische Konzil von Basel.
Die Bischofsweihe fand am Pfingstsonntag, dem 31. Mai 1444 statt. Konsekratoren waren die Bischöfe Conrad von Havelberg, Johannes II Prohl von Ratzeburg und Heinrich, Titularbischof von Sebaste. Der genannte Bischof Johannes von Ratzeburg war der aus einer Wismarer Bürgerfamilie stammende Johannes II. Prohl. Bei Bischof Heinrich von Sebaste handelte es sich um den Augustiner Heinrich Woggersin, der bereits bei Bischof Hermann III. im Bistum Schwerin als Weihbischof tätig war und nun unter Bischof Nicolaus dieses Amt ausübte.
Böddeker ist als Bischof für die Kirchengeschichte Norddeutschlands von Bedeutung wegen der drei Diözesansynoden in Bützow am 15. September 1444, am 16. September 1445 und am 10. März 1452, deren Synodalstatuten mit 36 Paragraphen eine große Reformbedürftigkeit des Klerus bewiesen. Die Statuten von 1444 ließ er vom Kardinallegaten Nikolaus von Kues am 26. September 1451 im Chor der Stiftskirche zu Bützow bestätigen.
Mit der Residenzpflicht nahm es Bischof Nicolaus sehr genau und tat als Bauherr viel für den Ausbau und die Reparaturen seiner Stiftsschlösser. In der Verwaltung hatte er eine glückliche Hand, wobei ihm sein angesammeltes Vermögen aus einer Reihe von früheren Pfründen gut zustattenkam, das er dann in dieser Weise kirchlichen Zwecken wieder zuführte. Er verbesserte die Finanzen des Bistums während seiner Amtszeit erheblich und machte Stiftungen an zahlreiche Kirchen seines Bistums. So stiftete er die Marientidenkapelle, die nördliche Turmseitenkapelle, in St. Georgen in Wismar. Darin enthalten war eine monumentale Vollbilddarstellung des Bischofs als Stifter kniend unter dem Kreuz, die in der Literatur als Vorbild für das spätere Bildprogramm des Triumphkreuzes im Lübecker Dom ins Gespräch gebracht wurde.
Nachdem bereits unter dem 27. Januar 1448 die päpstliche Vollmacht zur Abfassung eines Testamentes vorlag (licentia testandi), erteilte auch das Schweriner Domkapitel unter seinem Domdekan Hermann Robin am 3. Januar 1449 seinem Bischof die Zustimmung zur Resignation oder besser zur Abdankung mit der Suche eines geeigneten Nachfolgers. Trotz einer gewissen Amtsmüdigkeit blieb Böddeker jedoch bis 1456 im Amt, dann schlug er den promovierten Lüneburger Bürgermeistersohn Gottfried Lange, Domherr in Lübeck, vor. Die Resignation in die Hand des Papstes Calixt III. wurde am 6. April 1457 angenommen. Dr. Gottfried Lange wurde am 26. Mai 1457 in Rom zum Bischof geweiht. Nicolas Böddeker erhielt eine Rente von 200 fl. aus dem Bistum Schwerin und die Domherrnstelle Gottfrieds in Lübeck. Das Lübecker Domkapitel wurde immer miteinbezogen und stimmte dem Verfahren zu, aus Schwerin war nur Unmut zu vernehmen.
Bedingt durch eine bedrohliche Krankheit hat Nicolaus Böddeker in den nächsten Jahren viel Geld für seine Memoria ausgegeben, die in Hamburg, Wismar, Lübeck, Güstrow, Tempzin und Bützow gefeiert werden sollte.
In Lübeck lebte er bis zum 3. September 1459, konnte noch die Erhebung seines ehemaligen Kaplans Werner Wolmers zum Bischof zu Schwerin erleben. Böddeker wurde in der Mul-Kapelle des Lübecker Doms begraben; seine Figurengrabplatte mit Vollbild als Bischof ist beschrieben, aber seit 1898 nicht mehr erhalten. Auch die Gedenkplatte im Dom zu Schwerin ist nicht erhalten.
Ein Testament von Bischof Nicolaus hat sich nicht erhalten. Gewiss scheint aber zu sein, dass die Marientidenstiftung in der Georgenkirche in Wismar ihren Ursprung einer testamentarischen Verfügung verdankt. Leider sind die Malereien in der Wismarer Georgenkirche sowie ein kostbares Messgewand, das der Rostocker Marienkirche gehörte, durch Kriegsschäden verloren gegangen. Mindestens zehn Jahre nach Bischofs Nicolaus Tode soll es zu seinem Erbe noch Streit gegeben haben.

## Siegel
Das Siegel des Bischofs Nicolaus I., Böddeker, wie er es 1456 an einer im Ratzeburger Archiv befindlichen Urkunde gebrauchte, ist rund und gut gearbeitet. Auf dem mit Gitter überzogenen Grunde steht zwischen zwei Hügeln, die mit Gras bewachsen sind, ein gekröntes Marienbild, das Kind auf dem linken Arm. Über ihr steht ein Mauergiebel, jedoch ohne Unterstützung durch Gemäuer. An der rechten Seite ist das bischöfliche Wappen, an der linken ein Schild mit einem Schwan mit erhobenen Flügeln (das Familienwappen der Böddeker), über den ein Bischofsstab gelegt ist.
Die Umschrift steht auf einem Bande, dessen Enden sich in die innere Siegelfläche wenden und an welche durch Bänder die beiden Schilde gehängt sind. Sie lautet:
S. REVERENDI. IN. XPO. NICOLAI. DI. GRA. EPISCOPI. ECCLEDIE. SWERIENSIS.
Ein zweites rundes Siegel zeigt unter einem Baldachin eine Heilige mit einem Turm – St. Barbara –, darunter rechts gelehnt das Wappen des Bischofs: ein Schwan mit drübergelegtem Bischofsstab. Die Umschrift lautet:
S NICOLAI EPI SWERINENSIS.

## Wappen

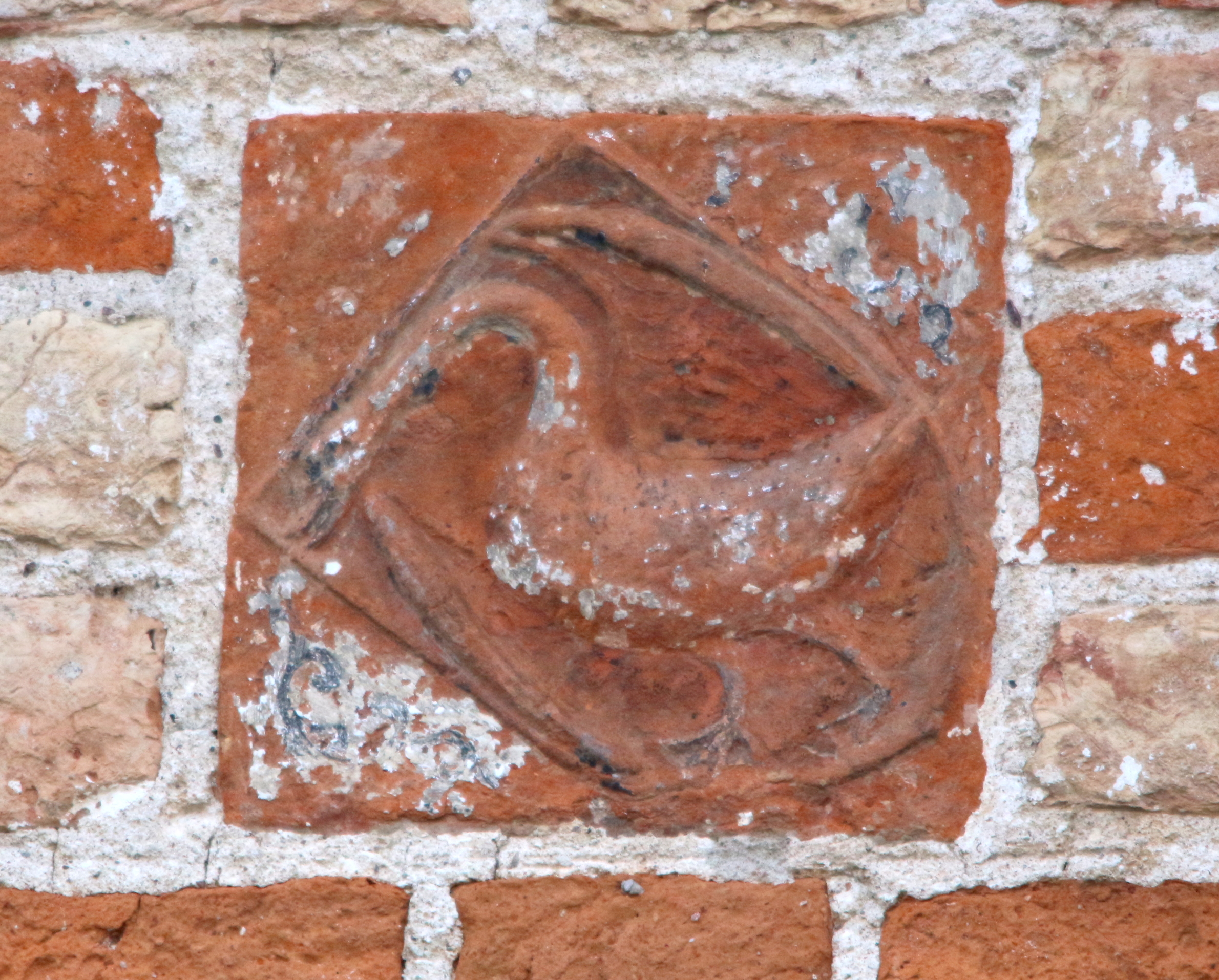
Böddeker'sche Wappen am Krummen Haus Bützow

Das Böddeker'sche Wappen war in den ehemaligen Chorschranken der Georgenkirche in Wismar, dargestellt. Ein Schwan im blauen Felde, welcher nach einem Bande schnappt, auf dem das Wort fides zu lesen ist. Gelegentlich wurde über den Schwan auch ein Bischofsstab gelegt. Das Wappen war auch auf Ziegelsteinen an der ehemaligen Bischofsburg zu Bützow und dem Residenzschloss zu Warin dargestellt worden.